# Ronde van Italië voor vrouwen 2025
De Giro d’Italia Women (voorheen Giro Donne) is in 2025 de 36e editie van de Ronde van Italië voor vrouwen. De wielerronde wordt verreden tussen 6 juli en 13 juli 2025 en telt acht etappes van Bergamo naar Imola. De vorige editie werd gewonnen door de Italiaanse Elisa Longo Borghini.

## Etappe-overzicht
De start is een 13,6 kilometer lange tijdrit in Bergamo. De ronde kent drie aankomsten bergop. De tweede etappe eindigt in Aprica, de vierde op de Pianezze in Valdobbiadene en in de zevende rit ligt de finish op de Monte Nerone. Op de derde dag zal vroeg in de etappe de Passo del Tonale worden beklommen, het hoogste punt van deze ronde. De eerste renster die er boven komt, wint de Cima Alfonsina Strada, een prijs die is vernoemd naar de renster die in 1924 deelnam aan de Giro voor mannen. De laatste etappe eindigt op het circuit van Imola, waar Keetie Hage en Anna van der Breggen in resp. 1968 en 2020 wereldkampioen werden.
| Datum   | Etappe | Start – Finish                          | Afstand | Type                | Ritwinnares    | Ploeg                    | Klassementsleidster  |
| ------- | ------ | --------------------------------------- | ------- | ------------------- | -------------- | ------------------------ | -------------------- |
| 6 juli  | 1      | Bergamo – Bergamo                       | 13,6 km | Individuele tijdrit | Marlen Reusser | Movistar Team            | Marlen Reusser       |
| 7 juli  | 2      | Clusone – Aprica                        | 99 km   | Heuvelrit           | Anna Henderson | Lidl-Trek                | Anna Henderson       |
| 8 juli  | 3      | Vezza d'Oglio – Trento                  | 124 km  | Heuvelrit           | Lorena Wiebes  | SD Worx-Protime          | Anna Henderson       |
| 9 juli  | 4      | Castello Tezzino – Valdobbiadene        | 166 km  | Bergrit             | Sarah Gigante  | AG Insurance-Soudal Team | Marlen Reusser       |
| 10 juli | 5      | Mirano – Monselice                      | 108 km  | Vlakke rit          | Lorena Wiebes  | SD Worx-Protime          | Marlen Reusser       |
| 11 juli | 6      | Bellaria-Igea Marina – Terre Roveresche | 144 km  | Heuvelrit           | Liane Lippert  | Movistar Team            | Marlen Reusser       |
| 12 juli | 7      | Fermignano – Monte Nerone               | 157 km  | Bergrit             | Sarah Gigante  | AG Insurance-Soudal Team | Elisa Longo Borghini |
| 13 juli | 8      | Forli – Imola                           | 138 km  | Heuvelrit           | Liane Lippert  | Movistar Team            | Elisa Longo Borghini |

## Klassementenverloop
De roze trui wordt uitgereikt aan de renster met de laagste totaaltijd.
 De maglia rossa wordt uitgereikt aan de renster met de meeste punten van de etappefinishes en tussensprints.
 De "Queen of the Mountains" (Bergkoningin) trui wordt uitgereikt aan de renster met de meeste behaalde punten uit bergtoppassages.
 De witte trui wordt uitgereikt aan de beste jongere in het algemeen klassement.
| Etappe           | Algemeen klassement  | Puntenklassement | Bergklassement  | Jongerenklassement  | Ploegenklassement   |
| ---------------- | -------------------- | ---------------- | --------------- | ------------------- | ------------------- |
| 1                | Marlen Reusser       | Marlen Reusser   | niet uitgereikt | Antonia Niedermaier | SD Worx-Protime     |
| 2                | Anna Henderson       | Anna Henderson   | Anna Henderson  | Antonia Niedermaier | Lidl-Trek           |
| 3                | Anna Henderson       | Anna Henderson   | Usoa Ostolaza   | Antonia Niedermaier | Lidl-Trek           |
| 4                | Marlen Reusser       | Anna Henderson   | Sarah Gigante   | Antonia Niedermaier | AG Insurance-Soudal |
| 5                | Marlen Reusser       | Lorena Wiebes    | Sarah Gigante   | Antonia Niedermaier | AG Insurance-Soudal |
| 6                | Marlen Reusser       | Lorena Wiebes    | Sarah Gigante   | Antonia Niedermaier | AG Insurance-Soudal |
| 7                | Elisa Longo Borghini | Lorena Wiebes    | Usoa Ostolaza   | Antonia Niedermaier | AG Insurance-Soudal |
| 8                | Elisa Longo Borghini | Lorena Wiebes    | Sarah Gigante   | Antonia Niedermaier | AG Insurance-Soudal |
| Eindklassementen | Elisa Longo Borghini | Lorena Wiebes    | Sarah Gigante   | Antonia Niedermaier | AG Insurance-Soudal |

 winnaars · 
roze trui · 
  puntenklassement · 
  bergklassement · 
 jongerenklassement · 
 intergiro · 
 ploegenklassement · 
 strijdlust · 
 zwarte trui
Giro d'Italia Next Gen · Giro Donne · Cima Coppi
 Belgische rozetruidragers · etappewinnaars
 Nederlandse rozetruidragers · etappewinnaars
Mannen:
1909 · 
1910 · 
1911 · 
1912 · 
1913 · 
1914 · 
1919 · 
1920 · 
1921 · 
1922 · 
1923 · 
1924 · 
1925 · 
1926 · 
1927 · 
1928 · 
1929 · 
1930 · 
1931 · 
1932 · 
1933 · 
1934 · 
1935 · 
1936 · 
1937 · 
1938 · 
1939 · 
1940 · 
1946 · 
1947 · 
1948 · 
1949 · 
1950 · 
1951 · 
1952 · 
1953 · 
1954 · 
1955 · 
1956 · 
1957 · 
1958 · 
1959 · 
1960 · 
1961 · 
1962 · 
1963 · 
1964 · 
1965 · 
1966 · 
1967 · 
1968 · 
1969 · 
1970 · 
1971 · 
1972 · 
1973 · 
1974 · 
1975 · 
1976 · 
1977 · 
1978 · 
1979 · 
1980 · 
1981 · 
1982 · 
1983 · 
1984 · 
1985 · 
1986 · 
1987 · 
1988 · 
1989 · 
1990 · 
1991 · 
1992 · 
1993 · 
1994 · 
1995 · 
1996 · 
1997 · 
1998 · 
1999 · 
2000 · 
2001 · 
2002 · 
2003 · 
2004 · 
2005 · 
2006 · 
2007 · 
2008 · 
2009 · 
2010 · 
2011 · 
2012 · 
2013 · 
2014 · 
2015 · 
2016 · 
2017 · 
2018 · 
2019 · 
2020 · 
2021 · 
2022 · 
2023 · 
2024 · 
2025
Vrouwen:
1988 · 
1989 · 
1990 · 
1991 ·
1992 ·
1993 · 
1994 · 
1995 · 
1996 · 
1997 · 
1998 · 
1999 · 
2000 · 
2001 · 
2002 · 
2003 · 
2004 · 
2005 · 
2006 · 
2007 · 
2008 · 
2009 · 
2010 · 
2011 · 
2012 ·
2013 · 
2014 ·
2015 ·
2016 ·
2017 ·
2018 ·
2019 ·
2020 ·
2021 ·
2022 ·
2023 ·
2024 ·
2025
Tour Down Under ·
Cadel Evans Great Ocean Road Race ·
Ronde van de Verenigde Arabische Emiraten ·
Omloop Het Nieuwsblad ·
Strade Bianche ·
Trofeo Alfredo Binda-Comune di Cittiglio ·
Milaan-San Remo ·
Brugge-De Panne ·
Gent-Wevelgem ·
Ronde van Vlaanderen ·
Parijs-Roubaix ·
Amstel Gold Race ·
Waalse Pijl ·
Luik-Bastenaken-Luik ·
Ronde van Spanje ·
Ronde van het Baskenland ·
Ronde van Burgos ·
Ronde van Groot-Brittannië ·
Ronde van Zwitserland ·
Copenhagen Sprint · 
Ronde van Italië ·
Ronde van Frankrijk ·
Ronde van Romandië ·
Ronde van Scandinavië ·
GP de Plouay-Bretagne ·
Simac Ladies Tour ·
Ronde van Chongming ·
Ronde van Guangxi